# غالاكتوس

غلاكتوس يظهر القدرة الخارقة

غالاكتوس (بالإنجليزية: Galactus) ، هو شخصية خيالية ظهرت في أكثر القصص المصورة الأمريكية والتي أنتجها شركة مارفيل كوميكس ، وأنشئ الشخصية الكرتونية كل من ستان لي وجاك كيربي ، وأول ظهورها كانت في كتاب الهزلي فنتاستك فور #48 ، والتي نشرت عام 1966م.

## الوصف
يتصرف غالاكتوس بقدرته الخارقة ، والذي يسعى لإستنزاف الكواكب الحية بطاقتها الخارقة ، وأكثر ظهور لهذه الشخصية كانت في العصر الفضي من القصص المصورة في الستينات من القرن العشرين ، وظل احتفاظ الشخصية في أكثر من أربعة عقود من الزمن.

## مصدر
1. ↑  "Top 100 Comic Book Villains of All Time: 5. Galactus", آي جي إن, 2009, n.d. . نسخة محفوظة 2013-10-08 على موقع واي باك مشين.

## وصلات خارجية
- Galactus[وصلة مكسورة] at the Unofficial Handbook of Marvel Comics Creators
- Galactus at the Marvel Directory
- Galactus في قاعدة بيانات الأفلام على الإنترنت
- The Origin of Galactus في أرشيف الإنترنت(أرشفت في  ديسمبر 23, 2007), by Pat Jankiewicz (cached page by The Wayback Machine)
- Galactus: The Web Page, by James Pedrick